# Selección femenina de rugby 7 de Kenia
La selección femenina de rugby 7 de Kenia es el equipo que representa a la Unión de Rugby de Kenia en los campeonatos de selecciones nacionales femeninas de rugby 7.

## Palmarés
- Challenger Series (1): 2025
  - Seven de Ciudad del Cabo: 2025-I, 2025-II

- Africa Sevens Femenino (1): 2018

## Participación en copas
| - Río 2016: 11º puesto - Tokio 2020: 10º puesto - Gold Coast 2018: 6º puesto - Serie Mundial 12-13: no clasificó - Serie Mundial 13-14: no clasificó - Serie Mundial 14-15: no clasificó - Serie Mundial 15-16: no clasificó - Serie Mundial 16-17: 13º puesto (2 pts) - Serie Mundial 17-18: no clasificó - Serie Mundial 18-19: 13º puesto (1 pts) | - Challenger Series 2022: 4° puesto - Challenger Series 2024: 5° puesto - Challenger Series 2025: Campeón |